# Чемпионат мира по шоссейным велогонкам 1930
10-й чемпионат мира по шоссейному велоспорту проходил в бельгийском городе Льеж 30 августа 1930 года. Чемпионом мира среди профессионалов стал итальянец Альфредо Бинда.

## Детали
Чемпионат мира 1930 года прошел на родине двукратного чемпиона мира по велоспорту Жоржа Ронссе в Бельгии. В нём участвовало 56 велогонщиков, включая 23 профессионала и 33 любителя. Профессионалам предстояло преодолеть дистанцию в 210 км, а любителям в 194 км.
Среди профессионалов победу одержал итальянец Альфредо Бинда, опередив своего соотечественника Леарко Гуэрру и действующего чемпиона Жоржа Ронссе. Альфред Хамерлинк финишировал восьмым. Бинда стал двукратным чемпионам мира по велоспорту среди профессионалов, догнав по количеству побед Жоржа Ронссе. Из 23 стартовавших в гонке финишировали 17 велогонщиков.
Среди любителей победу одержал итальянец Джузеппе Мартано, опередив своего соотечественника Эудженио Джестри и немца Рудольфа Риша. Из 33 стартовавших в гонке финишировали 17 велогонщиков.

## Программа чемпионата
| Дата            | Дисциплина              | Маршрут         | Дистанция       | Круги           |
| Групповые гонки | Групповые гонки         | Групповые гонки | Групповые гонки | Групповые гонки |
| --------------- | ----------------------- | --------------- | --------------- | --------------- |
| 30 августа      | Мужчины — Профессионалы | Льеж — Льеж     | 210 км          | N/A             |
| 30 августа      | Мужчины — Любители      | Льеж — Льеж     | 194 км          | N/A             |

## Призёры
Согласно:
| Велогонка     | Золото                    | Золото   | Серебро                   | Серебро  | Бронза                 | Бронза   |
| ------------- | ------------------------- | -------- | ------------------------- | -------- | ---------------------- | -------- |
| Мужчины       |                           |          |                           |          |                        |          |
| Профессионалы | Альфредо Бинда · Италия   | 7ч30’45  | Леарко Гуэрра · Италия    | + 0' 00" | Жорж Ронссе · Бельгия  | + 0' 00" |
| Любители      | Джузеппе Мартано · Италия | 7ч05’35" | Эудженио Джестри · Италия | + 0' 00" | Рудольф Риш · Германия | + 0' 00" |

## Медальный зачёт
*   Принимающая страна (Бельгия)
| Место          | Страна                | Золото | Серебро | Бронза | Всего |
| -------------- | --------------------- | ------ | ------- | ------ | ----- |
| 1              | Италия                | 2      | 2       | 0      | 4     |
| 2              | Бельгия*              | 0      | 0       | 1      | 1     |
| 2              | Веймарская республика | 0      | 0       | 1      | 1     |
| Всего стран: 3 | Всего стран: 3        | 2      | 2       | 2      | 6     |